# Sci di fondo ai XX Giochi olimpici invernali
Nello sci di fondo ai XX Giochi olimpici invernali furono disputate dodici gare, sei maschili e sei femminili.
Rispetto all'edizione precedente furono introdotte numerose novità nel programma, in gran parte già sperimentate ai Mondiali dell'anno precedente. Furono soppresse la 30 km maschile e la 15 km femminile; per contro, debuttarono due gare sprint a squadre, una maschile (6x1,4 km) e una femminile (6x1,2 km). La 50 km maschile e la 30 km femminile furono a tecnica libera anziché a tecnica classica. Anche le distanze subirono variazioni. Le gare sprint individuali si disputarono sulla distanza di 1,4 km per gli uomini e di 1,2 km per le donne, anziché 1,5 km per entrambi; la gara a inseguimento maschile divenne 15 km + 15 km anziché 10 km + 10 km, quella femminile 7,5 km + 7,5 km anziché 5 km + 5 km.

## Risultati

### Uomini

#### 15 km
La gara sulla distanza di 15 km si disputò in tecnica classica il 17 febbraio, dalle ore 10:00 sul percorso che si snodava a Pragelato Plan con un dislivello massimo di 76 m; presero parte alla competizione 99 atleti. L'austriaco Martin Tauber, inizialmente accreditato dell'ottavo tempo (38:49,5), è stato in seguito squalificato per doping.
| Posizione | Atleta            | Nazione   | Tempo   |
| --------- | ----------------- | --------- | ------- |
| 1         | Andrus Veerpalu   | Estonia   | 38:01,3 |
| 2         | Lukáš Bauer       | Rep. Ceca | 38:15,8 |
| 3         | Tobias Angerer    | Germania  | 38:20,5 |
| 4         | Vasilij Ročev     | Russia    | 38:24,4 |
| 5         | Jaak Mae          | Estonia   | 38:35,2 |
| 6         | Johan Olsson      | Svezia    | 38:38,8 |
| 7         | Andreas Schlütter | Germania  | 38:44,7 |
| 8         | Sergej Novikov    | Russia    | 39:15,0 |
| 9         | Sami Jauhojärvi   | Finlandia | 39:15,3 |
| 10        | Anders Södergren  | Svezia    | 39:17,1 |

#### 50 km
La gara sulla distanza di 50 km si disputò in tecnica libera il 26 febbraio, dalle ore 10:00 sul percorso che si snodava a Pragelato Plan con un dislivello massimo di 76 m; presero parte alla competizione 79 atleti. Per la prima volta in sede olimpica l'avvio fu a partenza in linea.
| Posizione | Atleta                | Nazione   | Tempo     |
| --------- | --------------------- | --------- | --------- |
| 1         | Giorgio Di Centa      | Italia    | 2:06:11,8 |
| 2         | Evgenij Dement'ev     | Russia    | 2:06:12,6 |
| 3         | Michail Botvinov      | Austria   | 2:06:12,7 |
| 4         | Emmanuel Jonnier      | Francia   | 2:06:13,5 |
| 5         | Pietro Piller Cottrer | Italia    | 2:06:14,0 |
| 6         | Anders Södergren      | Svezia    | 2:06:14,1 |
| 7         | Martin Koukal         | Rep. Ceca | 2:06:14,9 |
| 8         | Jiří Magál            | Rep. Ceca | 2:06:15,1 |
| 9         | Vincent Vittoz        | Francia   | 2:06:16,4 |
| 10        | Mathias Fredriksson   | Svezia    | 2:06:17,1 |

#### Sprint 1,4 km
La gara sprint sulla distanza di 1,4 km si disputò in tecnica libera il 22 febbraio, dalle ore 10:30 sul percorso che si snodava a Pragelato Plan con un dislivello massimo di 26 m; presero parte alla competizione 80 atleti.
| Posizione | Atleta               | Nazione  |
| --------- | -------------------- | -------- |
| 1         | Björn Lind           | Svezia   |
| 2         | Roddy Darragon       | Francia  |
| 3         | Thobias Fredriksson  | Svezia   |
| 4         | Cristian Zorzi       | Italia   |
| 5         | Freddy Schwienbacher | Italia   |
| 6         | Loris Frasnelli      | Italia   |
| 7         | Johan Kjølstad       | Norvegia |
| 8         | Anti Saarepuu        | Estonia  |
| 9         | Ola Vigen Hattestad  | Norvegia |
| 10        | Tor-Arne Hetland     | Norvegia |

#### Inseguimento 30 km
La gara di inseguimento sulla distanza di 30 km si disputò il 12 febbraio sul percorso che si snodava a Pragelato Plan e presero parte alla competizione 76 atleti. Dalle ore 13:45 si disputò la frazione a tecnica classica sulla distanza di 15 km e con un dislivello di 52 m; in seguito si svolse la frazione a tecnica libera, sempre sulla distanza di 15 km ma con un dislivello di 59 m.
| Posizione | Atleta                | Nazione    | Tempo     |
| --------- | --------------------- | ---------- | --------- |
| 1         | Evgenij Dement'ev     | Russia     | 1:17:00,8 |
| 2         | Frode Estil           | Norvegia   | 1:17:01,4 |
| 3         | Pietro Piller Cottrer | Italia     | 1:17:01,7 |
| 4         | Giorgio Di Centa      | Italia     | 1:17:03,2 |
| 5         | Anders Södergren      | Svezia     | 1:17:04,3 |
| 6         | Vincent Vittoz        | Francia    | 1:17:07,5 |
| 7         | Michail Botvinov      | Austria    | 1:17:08,5 |
| 8         | Martin Bajčičák       | Slovacchia | 1:17:08,7 |
| 9         | Maksim Odnodvorcev    | Kazakistan | 1:17:09,6 |
| 10        | Lukáš Bauer           | Rep. Ceca  | 1:17:10,1 |

#### Sprint a squadre 6x1,4 km
La gara sprint a squadre sulla distanza di 1,4 km si disputò in tecnica classica il 14 febbraio, dalle ore 11:40 sul percorso che si snodava a Pragelato Plan con un dislivello massimo di 26 m; presero parte alla competizione 24 squadre nazionali.
| Posizione | Nazione    | Atleti                                |
| --------- | ---------- | ------------------------------------- |
| 1         | Svezia     | Thobias Fredriksson Björn Lind        |
| 2         | Norvegia   | Jens Arne Svartedal Tor-Arne Hetland  |
| 3         | Russia     | Ivan Alypov Vasilij Ročev             |
| 4         | Germania   | Jens Filbrich Andreas Schlütter       |
| 5         | Finlandia  | Keijo Kurttila Lauri Pyykönen         |
| 6         | Kazakistan | Nikolaj Čebot'ko Evgenij Koševoj      |
| 7         | Polonia    | Maciej Kreczmer Janusz Krężelok       |
| 8         | Slovacchia | Martin Bajčičák Ivan Bátory           |
| 9         | Italia     | Freddy Schwienbacher Giorgio Di Centa |
| 10        | Rep. Ceca  | Dušan Kožíšek Martin Koukal           |

#### Staffetta 4x10 km
La gara di staffetta si disputò il 19 febbraio sul percorso che si snodava a Pragelato Plan con un dislivello massimo di 59 m; dalle ore 10:00 presero parte alla competizione 16 squadre nazionali che disputarono due frazioni a tecnica classica e due a tecnica libera.
| Posizione | Nazione   | Atleti                                                                           | Tempo     |
| --------- | --------- | -------------------------------------------------------------------------------- | --------- |
| 1         | Italia    | Fulvio Valbusa Giorgio Di Centa Pietro Piller Cottrer Cristian Zorzi             | 1:43:45,7 |
| 2         | Germania  | Andreas Schlütter Jens Filbrich René Sommerfeldt Tobias Angerer                  | 1:44:01,4 |
| 3         | Svezia    | Mats Larsson Johan Olsson Anders Södergren Mathias Fredriksson                   | 1:44:01,7 |
| 4         | Francia   | Christophe Perrillat-Collomb Alexandre Rousselet Emmanuel Jonnier Vincent Vittoz | 1:44:22.8 |
| 5         | Norvegia  | Jens Arne Svartedal Odd-Bjørn Hjelmeset Frode Estil Tore Ruud Hofstad            | 1:44:56.3 |
| 6         | Russia    | Sergej Novikov Vasilij Ročev Ivan Alypov Evgenij Dement'ev                       | 1:45:09.9 |
| 7         | Svizzera  | Reto Burgermeister Christian Stebler Toni Livers Remo Fischer                    | 1:45:10.9 |
| 8         | Estonia   | Aivar Rehemaa Andrus Veerpalu Jaak Mae Kaspar Kokk                               | 1:45:23.8 |
| 9         | Rep. Ceca | Martin Koukal Lukáš Bauer Jiří Magál Dušan Kožíšek                               | 1:46:03,3 |
| 10        | Finlandia | Sami Jauhojärvi Tero Similä Olli Ohtonen Teemu Kattilakoski                      | 1:46:36,1 |

### Donne

#### 10 km
La gara sulla distanza di 10 km si disputò in tecnica classica il 16 febbraio, dalle ore 10:00 sul percorso che si snodava a Pragelato Plan con un dislivello massimo di 76 m; presero parte alla competizione 72 atlete.
| Posizione | Atleta                       | Nazione   | Tempo   |
| --------- | ---------------------------- | --------- | ------- |
| 1         | Kristina Šmigun-Vähi         | Estonia   | 27:51,4 |
| 2         | Marit Bjørgen                | Norvegia  | 28:12,7 |
| 3         | Hilde Gjermundshaug Pedersen | Norvegia  | 28:14,0 |
| 4         | Kristin Størmer Steira       | Norvegia  | 28:21,0 |
| 5         | Kateřina Neumannová          | Rep. Ceca | 28:22,2 |
| 6         | Petra Majdič                 | Slovenia  | 28:22,3 |
| 7         | Aino-Kaisa Saarinen          | Finlandia | 28:29,6 |
| 8         | Sara Renner                  | Canada    | 28:33,0 |
| 9         | Virpi Kuitunen               | Finlandia | 28:51,4 |
| 10        | Viola Bauer                  | Germania  | 29:03,6 |

#### 30 km
La gara sulla distanza di 30 km si disputò in tecnica libera il 24 febbraio, dalle ore 11:30 sul percorso che si snodava a Pragelato Plan con un dislivello massimo di 76 m; presero parte alla competizione 61 atlete. Per la prima volta in sede olimpica l'avvio fu a partenza in linea.
| Posizione | Atleta                 | Nazione   | Tempo     |
| --------- | ---------------------- | --------- | --------- |
| 1         | Kateřina Neumannová    | Rep. Ceca | 1:22:25,4 |
| 2         | Julija Čepalova        | Russia    | 1:22:26,8 |
| 3         | Justyna Kowalczyk      | Polonia   | 1:22:27,5 |
| 4         | Kristin Størmer Steira | Norvegia  | 1:22:40,8 |
| 5         | Gabriella Paruzzi      | Italia    | 1:23:00,8 |
| 6         | Claudia Nystad         | Germania  | 1:23:02,1 |
| 7         | Valentyna Ševčenko     | Ucraina   | 1:23:07,9 |
| 8         | Kristina Šmigun-Vähi   | Estonia   | 1:23:22,5 |
| 9         | Ol'ga Zav'jalova       | Russia    | 1:23:28,5 |
| 10        | Sabina Valbusa         | Italia    | 1:23:37,6 |

#### Sprint 1,2 km
La gara sprint sulla distanza di 1,2 km si disputò in tecnica libera il 22 febbraio, dalle ore 10:00 sul percorso che si snodava a Pragelato Plan con un dislivello massimo di 16 m; presero parte alla competizione 66 atlete.
| Posizione | Atleta           | Nazione     |
| --------- | ---------------- | ----------- |
| 1         | Chandra Crawford | Canada      |
| 2         | Claudia Nystad   | Germania    |
| 3         | Alëna Sid'ko     | Russia      |
| 4         | Beckie Scott     | Canada      |
| 5         | Virpi Kuitunen   | Finlandia   |
| 6         | Ella Gjømle      | Norvegia    |
| 7         | Arianna Follis   | Italia      |
| 8         | Petra Majdič     | Slovenia    |
| 9         | Kikkan Randall   | Stati Uniti |
| 10        | Anna Olsson      | Svezia      |

#### Inseguimento 15 km
La gara di inseguimento sulla distanza di 15 km si disputò il 12 febbraio sul percorso che si snodava a Pragelato Plan e presero parte alla competizione 67 atlete. Dalle ore 10:00 si disputò la frazione a tecnica classica sulla distanza di 7,5 km e con un dislivello di 36 m; in seguito si svolse la frazione a tecnica libera, sempre sulla distanza di 7,5 km ma con un dislivello di 59 m.
| Posizione | Atleta                       | Nazione   | Tempo   |
| --------- | ---------------------------- | --------- | ------- |
| 1         | Kristina Šmigun-Vähi         | Estonia   | 42:48,7 |
| 2         | Kateřina Neumannová          | Rep. Ceca | 42:50,6 |
| 3         | Evgenija Medvedeva           | Russia    | 43:03,2 |
| 4         | Kristin Størmer Steira       | Norvegia  | 43:06,3 |
| 5         | Gabriella Paruzzi            | Italia    | 43:18,9 |
| 6         | Beckie Scott                 | Canada    | 43:20,6 |
| 7         | Ol'ga Zav'jalova             | Russia    | 43:23,7 |
| 8         | Justyna Kowalczyk            | Polonia   | 43:25,6 |
| 9         | Julija Čepalova              | Russia    | 43:39,5 |
| 10        | Hilde Gjermundshaug Pedersen | Norvegia  | 43:40,5 |

#### Sprint a squadre 6x1,2 km
La gara sprint a squadre sulla distanza di 1,2 km si disputò in tecnica classica il 14 febbraio, dalle ore 11:20 sul percorso che si snodava a Pragelato Plan con un dislivello massimo di 16 m; presero parte alla competizione 16 squadre nazionali.
| Posizione | Nazione     | Atlete                              |
| --------- | ----------- | ----------------------------------- |
| 1         | Svezia      | Anna Olsson Lina Andersson          |
| 2         | Canada      | Sara Renner Beckie Scott            |
| 3         | Finlandia   | Aino-Kaisa Saarinen Virpi Kuitunen  |
| 4         | Norvegia    | Ella Gjømle Marit Bjørgen           |
| 5         | Germania    | Evi Sachenbacher-Stehle Viola Bauer |
| 6         | Russia      | Ol'ga Ročeva Alëna Sid'ko           |
| 7         | Italia      | Arianna Follis Gabriella Paruzzi    |
| 8         | Giappone    | Madoka Natsumi Nobuko Fukuda        |
| 9         | Kazakistan  | Oksana Jackaja Elena Kolomina       |
| 10        | Stati Uniti | Wendy Wagner Kikkan Randall         |

#### Staffetta 4x5 km
La gara di staffetta si disputò il 18 febbraio sul percorso che si snodava a Pragelato Plan con un dislivello massimo di 59 m; dalle ore 9:45 presero parte alla competizione 17 squadre nazionali che disputarono due frazioni a tecnica classica e due a tecnica libera.
| Posizione | Nazione   | Atlete                                                                                   | Tempo   |
| --------- | --------- | ---------------------------------------------------------------------------------------- | ------- |
| 1         | Russia    | Natal'ja Baranova Larisa Kurkina Julija Čepalova Evgenija Medvedeva                      | 54:47,7 |
| 2         | Germania  | Stefanie Böhler Viola Bauer Evi Sachenbacher-Stehle Claudia Nystad                       | 54:57,7 |
| 3         | Italia    | Arianna Follis Gabriella Paruzzi Antonella Confortola Sabina Valbusa                     | 54:58,7 |
| 4         | Svezia    | Anna Olsson Elin Ek Britta Johansson Norgren Anna-Karin Strömstedt                       | 55:00,3 |
| 5         | Norvegia  | Kristin Størmer Steira Hilde Gjermundshaug Pedersen Kristin Mürer Stemland Marit Bjørgen | 55:21,8 |
| 6         | Rep. Ceca | Helena Erbenová Kamila Rajdlová Ivana Janečková Kateřina Neumannová                      | 55:46,3 |
| 7         | Finlandia | Aino-Kaisa Saarinen Virpi Kuitunen Riitta-Liisa Roponen Kati Venäläinen                  | 55:55,1 |
| 8         | Ucraina   | Kateryna Hryhorenko Tetjana Zavalij Vita Jakymčuk Valentyna Ševčenko                     | 56:36,3 |
| 9         | Francia   | Aurélie Perrillat-Collomb Storti Karine Laurent Philippot Cécile Storti Émilie Vina      | 56:41,4 |
| 10        | Canada    | Milaine Thériault Sara Renner Amanda Ammar Beckie Scott                                  | 56:49,8 |

## Medagliere per nazioni
| Pos. | Paese     | Oro | Argento | Bronzo | Totale |
| ---- | --------- | --- | ------- | ------ | ------ |
| 1    | Svezia    | 3   | 0       | 2      | 5      |
| 2    | Estonia   | 3   | 0       | 0      | 3      |
| 3    | Russia    | 2   | 2       | 3      | 7      |
| 4    | Italia    | 2   | 0       | 2      | 4      |
| 5    | Rep. Ceca | 1   | 2       | 0      | 3      |
| 6    | Canada    | 1   | 1       | 0      | 2      |
| 7    | Germania  | 0   | 3       | 1      | 4      |
|      | Norvegia  | 0   | 3       | 1      | 4      |
| 9    | Francia   | 0   | 1       | 0      | 1      |
| 10   | Austria   | 0   | 0       | 1      | 1      |
|      | Finlandia | 0   | 0       | 1      | 1      |
|      | Polonia   | 0   | 0       | 1      | 1      |